# Франтішек Штерц
Франтішек Штерц (чеськ. František Šterc, 27 січня 1912, Шлапаніце, Австро-Угорщина — 31 жовтня 1978, Брно, Чехія) — чехословацький футболіст, що грав на позиції півзахисника, зокрема, за клуби «Шлапаніце» та «Жиденіце», а також національну збірну Чехословаччини.

## Клубна кар'єра
У футболі дебютував виступами за команду «Шлапаніце». 
Своєю грою за цю команду привернув увагу представників тренерського штабу клубу «Жиденіце», до складу якого приєднався 1932 року. Відіграв за Відіграв за наступні шість сезонів своєї ігрової кар'єри. У складі «Жиденіце» був одним з головних бомбардирів команди, маючи середню результативність на рівні 0,52 голу за гру першості.
1938 року повернувся до клубу «Шлапаніце», за який відіграв 2 сезони.  Завершив професійну кар'єру футболіста у 1940 році.

## Виступи за збірну
1934 року дебютував в офіційних матчах у складі національної збірної Чехословаччини. Протягом кар'єри у національній команді провів у її формі 2 матчі.
Був присутній в заявці збірної на чемпіонаті світу 1934 року в Італії, де разом з командою здобув «срібло», але на поле не виходив.
Помер 31 жовтня 1978 року на 67-му році життя.

## Титули і досягнення
- Віце-чемпіон світу: 1934